# Laken
Laeken (francouzsky Laeken, nizozemsky Laken) je severozápadní obytná část Bruselu, hlavního města Belgie.
Významným místem Laekenu je královský palác. V zámku, postaveném v letech 1782 až 1784 Charlesem De Wailly jako sídlo brabantských vévodů, podepsal Napoleon Bonaparte deklaraci o válce proti Rusku. Od intronizace prvního belgického krále Leopolda I. (1830) je zde sídlo královské rodiny. V roce 1890 byl zámek částečně zbořen a následně restaurován Charlesem Giraultem; v současnosti zde sídlí stávající belgický král Filip.
Poblíž se nacházejí i královské zahrady a královské skleníky, otevřené několik dní v roce pro veřejnost, postavené Alphonsem Balatem. Jižně od královského paláce se nachází novogotický kostel Panny Marie. Opačným směrem, o něco dále na severovýchod se nachází Čínský pavilon a Japonská věž. 
V roce 1958 se v Laekenu konala světová výstava EXPO 1958, tehdy bylo vybudováno bruselské výstaviště se slavným Atomiem, dále se zde nacházejí Brupark, Mini Europa, Kinépolis, Océade aj.
14.–15. prosince 2001 se zde konal Summit v Laekenu (setkání Evropské rady)
Na území Laekenu je šest stanic metra (Pannenhuis, Bockstael, Stuyvenberg, Houba-Brugmann, Heysel a Roi Baudouin), veřejná knihovna, hřbitov.

## Kostel Panny Marie
Kostel byl postaven jako mauzoleum pro první ženu Leopolda I., královnu Marii-Louisu Orleánskou. Jeho architektem byl Joseph Poelaert, který projektoval i Palác spravedlnosti v Bruselu. Kostel ukrývá kryptu belgické královské rodiny. Na hřbitově, kterému se přezdívá belgický Père Lachaise, který se nachází za kostelem, jsou pochováváni nejslavnější a nejbohatší občané, např. Fernand Khnopff či Maria Malibran.

### Monarchové pohřbení v laekenském panteónu
V Laeken jsou pohřbeni všichni belgičtí králové. 
| Jméno                               | Data      |
| ----------------------------------- | --------- |
| král Leopold I.                     | 1790–1865 |
| Luisa Marie Orleánská               | 1812–1850 |
| král Leopold II.                    | 1835–1909 |
| Marie Henrieta Habsbursko-Lotrinská | 1836–1902 |
| císařovna Charlotta Mexická         | 1840–1927 |
| král Albert I.                      | 1875–1934 |
| Alžběta Gabriela Bavorská           | 1876–1965 |
| král Leopold III.                   | 1901–1983 |
| Astrid Švédská                      | 1905–1935 |
| Mary Lilian Baels                   | 1916–2002 |
| kníže regent Karel                  | 1903–1983 |
| král Baudouin I.                    | 1930–1993 |
| Fabiola Belgická                    | 1928–2014 |